# Trichopezizella
Trichopezizella Dennis ex Raitv. – rodzaj grzybów z rodziny Lachnaceae.

## Systematyka i nazewnictwo
Pozycja w klasyfikacji według Index Fungorum
Solenopeziaceae, Helotiales, Leotiomycetidae, Leotiomycetes, Pezizomycotina, Ascomycota, Fungi.
Takson ten utworzyli Richard William George Dennis i Ain Raitviir w 1969r. Synonim: Sponheimeria Kirschst. 1941.
Gatunki wstępujące w Polsce
- Trichopezizella barbata (Kunze ex Fr.) Raitv. 1970

Nazwy naukowe na podstawie Index Fungorum. Występowanie w Polsce podała M.A. Chmiel (jako Lachnum barbatum).